# Смит, Ише
Ише Смит (англ. Ishe Smith, р. 22 июля 1978, Лас-Вегас, Калифорния, США) — американский боксёр-профессионал, выступающий в первой средней весовой категории. Чемпион мира по версии IBF, (2013 г.).

## Профессиональная карьера
На профессиональном ринге Ише дебютировал в июле 2000 года в первой средней весовой категории.
В начале карьеры победил по очкам мексиканца, Альфонсо Гомеса.
Выигрывал все своих соперников. Выиграл 10 поединков с низкорейтинговыми соперниками и в следующем бою победил по очкам американца Сэма Гарра.
В 13-м бою победил непобеждённого соотечественника Дэвида Эстраду (15-0).
15 января 2004 года завоевал титулы Америки по версиям USBA, WBO, WBC, победив по очкам американца Рейндала Бейрили.

### Реалити-шоу Претендент
В августе 2004 года Смит принял участие в спортивном реалити-шоу канала NBC, «Претендент».
24 августа 2004 года Ише победил по очкам непобеждённого боксёра из Дании, Ахмада Каддура (18-0).
В полуфинале шоу, Смит в 5-раундовом бою раздельным решением судей проиграл Серхио Мора, и потерпел первое поражение в профессиональной карьере.

### 2007—2013
В 2007 году Смит проиграл по очкам Сейшу Пауэллу (20-1).
30 апреля 2008 года Ише в близком бою проиграл колумбийцу Хоэлю Хулио.
В августе 2008 года Смит победил по очкам непобеждённого боксёра из Польши, Павла Волака (21-0).
22 августа 2009 года проиграл в близком бою американскому проспекту, Дэниэлю Джейкобсу (18-0), следующий бой проиграл Фернандо Герейро (17-0).
В 2011 году получил травму и полтора года не выходил на ринг. Выиграл два рейтинговых боя и был выбран в качестве добровольного претендента на защиту титула IBF, американцем, Корнелиусом Бандрейджем.
23 февраля 2013 года Смит победил раздельным решением и стал новым чемпионом мира.
В том же году проиграл титул раздельным решением мексиканцу Карлосу Молине.